# 柴犬 (暗号通貨)
柴犬コイン（シバイヌ、SHIBA INU、SHIB）とは、2020年8月に匿名の人物または「Ryoshi」と呼ばれる人物によって作成された分散型暗号通貨。

## 概要
日本犬の品種である柴犬をモチーフとした暗号通貨。ジョーク暗号通貨として知られるドージコインのシンボルで描かれている犬（ドージ）をモデルにしており、ドージコインから派生したミームコインの一種である。「ドージキラー」の異名を持つ。
柴犬コインは2020年8月に、「Ryoshi」として知られる匿名の創設者によって作成された。2021年5月13日、 ヴィタリック・ブテリンは50兆を超える柴犬コイン（当時10億ドル以上の価値）をインドの暗号救済基金に寄付した。 
柴犬コインの価値は2021年10月初旬に急騰した。分散型取引所の立ち上げの噂の後、最初は55％以上上昇したが、 その価値は上昇を続け、1週間で240％上昇した。 